# Karel van Ursel

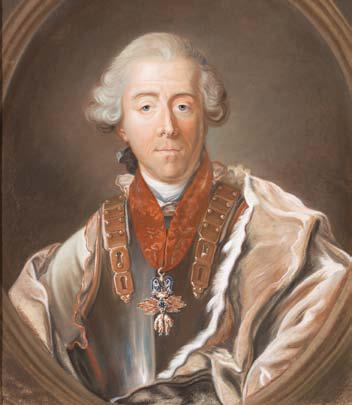

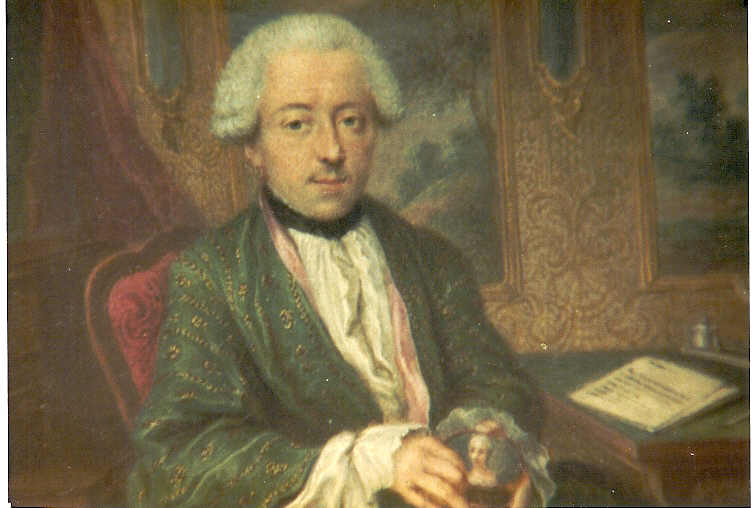
Karel d'Ursel

Karel van Ursel (Brussel, 26 juni 1717 - aldaar, 11 januari 1775), 2e hertog van Ursel, Hingene en van Hoboken, was een Zuid-Nederlands militair.

## Leven
Karel was de zoon van hertog Conrad Albert van Ursel en van prinses Eleonora Christina van Salm-Neufville, de dochter van vorst Karel Theodoor Otto van Salm. Hij was luitenant-veldmaarschalk in dienst van Maria Theresia, militair gouverneur van Brussel en ridder in de Orde van het Gulden Vlies. Als fanatiek boekenverzamelaar legde hij een collectie van meer dan 1200 banden aan.

## Huwelijk en kinderen
Hij huwde in 1740 met prinses Eleonora van Lobkowicz, de dochter van vorst Georg Christian von Lobkowitz. Uit het huwelijk werden zes kinderen geboren:
- Christoffel Lodewijk Karel Leonard (1747-1776)
- Emanuel Maximiliaan (1748)
- Wolfgang Willem Jozef Leonard Vitalis (1750-1804), 3e hertog van Ursel
- Charlotte Philippine Elisabeth Eleonore (1741-1776), gehuwd met Karel Leopold baron van Stain
- Marie Henriëtte Christina Leonarda (1743-1810), gehuwd met veldmaarschalk Joseph de Ferraris
- Marie Anne (1744-1749)